# Gran Camiño
O Gran Camiño er et spansk etapeløb i landevejscykling som arrangeres hvert år i februar i den autonome region Galicien. Løbet er blevet arrangeret siden 2022. Løbet er af UCI klassificeret med 2.1 og er en del af UCI Europe Tour.

## Vindere
| År   | Vinder             | Toer             | Treer           |
| ---- | ------------------ | ---------------- | --------------- |
| 2022 | Alejandro Valverde | Michael Woods    | Mark Padun      |
| 2023 | Jonas Vingegaard   | Jesús Herrada    | Ruben Guerreiro |
| 2024 | Jonas Vingegaard   | Lenny Martinez   | Egan Bernal     |
| 2025 | Derek Gee          | Davide Piganzoli | Magnus Cort     |